# Пауэлл, Дон (писательница)
Дон Па́уэлл (англ. Dawn Powell; 28 ноября 1896 — 14 ноября 1965) — американская писательница и драматург, автор многочисленных романов и рассказов.
Она выпустила множество романов, особенно успешными стали её произведения в начале 1940-х годов. Самой успешной её книгой считается роман «Время рождаться», по которому впоследствии была поставлена театральная пьеса. Кроме этого в разные годы несколько её произведений были экранизированы в кино. В 2010 году режиссёр Майкл Уорт анонсировал фильм «Возвращение в Сорренто» по её роману 1932 года «Вернись в Сорренто» (сценарий известного драматурга Дэвида Мэмета, в главных ролях Фелисити Хаффман и Уильям Мэйси).
Дон Пауэлл умирала медленно и мучительно от колоректального рака в 1965 году.